# Harald Warmbrunn
Harald Warmbrunn (* 12. Juni 1933 in Berlin; † 18. Dezember 2020 ebenda) war ein deutscher Schauspieler.

## Leben
Warmbrunn studierte von 1960 bis 1962 Schauspiel am Schauspielstudio des Staatstheaters Dresden. Ein fünfjähriges Engagement am Theater Karl-Marx-Stadt schloss sich an.
Im Jahr 1967 wechselte er zur damals von Karl Holàn geleiteten Volksbühne nach Berlin, deren Ensemble er bis 2001 angehörte. Seine erste Rolle an dieser Bühne spielte er in Ottofritz Gaillards Inszenierung von George Bernard Shaws Caesar und Cleopatra (1967). Es folgten Inszenierungen von Hannes Fischer (Don Carlos. Infant von Spanien, 1968), Wolfgang Pintzka (Dario Fos Siebentens: Stiehl ein bißchen weniger, 1968), Fritz Marquardt (Heiner Müllers Weiberkomödie, 1971), Brigitte Soubeyran (Tirso de Molinas Don Gil von den grünen Hosen, 1972; István Örkénys Katzenspiel, 1974) und Benno Besson (Peter Hacks’ Margarete in Aix, 1973; Wie es euch gefällt in Heiner Müllers Bearbeitung, 1975). Unter der Regie von Manfred Karge und Matthias Langhoff spielte er in Ibsens Die Wildente (1973) und in Christoph Heins Schlötel oder Was solls (1974). Später wirkte er in Regiearbeiten von Berndt Renne (Suchowo-Kobylins Die Akte, 1977), Heiner Müller (Der Auftrag, 1980), Siegfried Höchst (Wsewolod Wischnewskis Optimistische Tragödie, 1985; Ulrich Plenzdorfs Zeit der Wölfe nach Tschingis Aitmatow, 1989) und Henry Hübchen (Ödön von Horváths Glaube Liebe Hoffnung, 1988) mit. Außerdem wurde er häufig von Helmut Straßburger und Ernstgeorg Hering besetzt (Ende gut, alles gut, 1979; Der Biberpelz, 1980; Die Ratten, 1985; Die Vögel, 1986; Heiner Müllers Leben Gundlings Friedrich von Preußen Lessings Schlaf Traum Schrei. Ein Greuelmärchen, 1987/88; Doppelinszenierung von Fassbinders Bremer Freiheit und Jörg-Michael Koerbls Adaption von Gozzis Turandot, 1990).
In den 1980ern führte Warmbrunn auch mehrfach selbst Regie, so 1980 bei zwei in Zusammenarbeit mit dem Liedertheater Karls Enkel entstandenen musikalischen Programmen, 1984 bei Paul Gratziks Die Axt im Haus, 1985 bei der DDR-Erstaufführung der Theaterfassung der Garage von Emil Braginski und Eldar Rjasanow und 1987 bei der Aufführung von Adolf Glaßbrenners Kaspar der Mensch.
Neben seiner Theaterarbeit spielte er Nebenrollen in vielen DEFA-Filmen. Eine seiner einprägsamen Rollen war der schmierige Conferencier Benno in Konrad Wolfs Solo Sunny (1980). Von 1980 bis 1991 lehrte Warmbrunn als externer Dozent an der Hochschule für Schauspielkunst „Ernst Busch“ Berlin.
Nach der Wende wirkte Warmbrunn u. a. in Volksbühnen-Inszenierungen von Frank Castorf (Räuber von Schiller, 1990; König Lear, 1992; Alkestis von Euripides, 1993; Hebbels Die Nibelungen, 1995; Des Teufels General, 1996; Richard II. und Heinrich VI., 1999), von Andreas Kriegenburg (Lew Lunz Stadt der Gerechtigkeit, 1992) und von Christoph Marthaler (Straße der Besten, 1996) mit. 2011 verkörperte er hier den Anton Tiedemeier in Herbert Fritschs Inszenierung des Schwanks Die (s)panische Fliege von Franz Arnold und Ernst Bach.

## Filmografie (Auswahl)
- 1960: Fernsehpitaval: Der Fall Hoefle (Fernsehreihe)
- 1960: Fahrt ins Blaue (TV) – Regie: Carl Ballhaus
- 1963: For Eyes Only – Regie: János Veiczi
- 1965: Berlin um die Ecke – Regie: Gerhard Klein
- 1966: columbus 64 (TV) – Regie: Ulrich Thein
- 1967: Der Revolver des Corporals – Regie: Rolf Losansky
- 1968: Der Streit um den Sergeanten Grischa (TV) – Regie: Helmut Schiemann
- 1968: Die Toten bleiben jung – Regie: Joachim Kunert
- 1970: Im Spannungsfeld – Regie: Siegfried Kühn
- 1970: Caesar und Cleopatra (Theateraufzeichnung)
- 1971: Liebeserklärung an G. T. – Regie: Horst Seemann
- 1971: Salut Germain (TV-Serie) – Regie: Helmut Krätzig
- 1971: Die Verschworenen (TV) – Regie: Martin Eckermann
- 1971: Anflug Alpha 1 – Regie: János Veiczi
- 1972: Leichensache Zernik – Regie: Helmut Nitzschke
- 1972: Trotz alledem! – Regie: Günter Reisch
- 1972: Der Adjudant (Fernsehserie)
- 1972: Polizeiruf 110: Das Haus an der Bahn (TV-Reihe) – Regie: Gerhard Respondek
- 1972: Polizeiruf 110: Der Tote im Fließ (TV-Reihe) – Regie: Helmut Krätzig
- 1973: Das zweite Leben des Friedrich Wilhelm Georg Platow – Regie: Siegfried Kühn
- 1973: Die Brüder Lautensack (TV, 3 Teile) – Regie: Hans-Joachim Kasprzik
- 1973: Wenn die Tauben steigen (TV) – Regie: Martin Eckermann
- 1973: Eva und Adam oder Drum prüfe! (Fernsehfilm, 4. Teil) – Regie: Horst E. Brandt
- 1974: … verdammt, ich bin erwachsen – Regie: Rolf Losansky
- 1974: Maria und der Paragraph (TV) – Regie: Hubert Hoelzke
- 1974: Der Staatsanwalt hat das Wort: Das Gartenfest (TV) – Regie: Vera Loebner
- 1974: Nach Abpfiff Mord (TV) – Regie: Siegfried Hartmann
- 1974: Die Frauen der Wardins (Fernseh-Dreiteiler)
- 1974: Die Explosion auf der Maine (TV) – Regie: Ralph J. Boettner
- 1975: Eine Stunde Aufenthalt (TV) – Regie: Hubert Hoelzke
- 1975: Bin ich Moses? (TV) – Regie: Martin Eckermann
- 1975: Die Wildente (Theateraufzeichnung)
- 1976: Daniel Druskat (TV, 5 Teile) – Regie: Lothar Bellag
- 1976: Heimkehr in ein fremdes Land (TV, 3 Teile) – Regie: Manfred Mosblech
- 1977: Die zertanzten Schuhe (TV) – Regie: Ursula Schmenger
- 1977: Dantons Tod (Studioaufzeichnung)
- 1978: Rotschlipse – Regie: Helmut Dziuba
- 1978: Polizeiruf 110: Die letzte Chance (TV-Reihe) – Regie: Helmut Krätzig
- 1979: Addio, piccola mia – Regie: Lothar Warneke
- 1979: Plantagenstraße 19 (TV) – Regie: Helmut Krätzig
- 1980: Archiv des Todes (TV-Serie) – Regie: Rudi Kurz
- 1980: Polizeiruf 110: Der Einzelgänger (TV) – Regie: Helmut Nitzschke
- 1980: Solo Sunny – Regie: Konrad Wolf
- 1980: Johann Sebastian Bachs vergebliche Reise in den Ruhm – Regie: Victor Vicas
- 1980: Ein recht seriöser Herr (TV) – Regie: Vera Loebner
- 1981: Der lange Ritt zur Schule – Regie: Rolf Losansky
- 1981: Polizeiruf 110: Alptraum (TV-Reihe) – Regie: Peter Vogel
- 1982: Alexander der Kleine – Regie: Wladimir Fokin
- 1983: Das Luftschiff – Regie: Rainer Simon
- 1983: Märkische Chronik (TV-Serie) – Regie: Hubert Hoelzke
- 1984: Front ohne Gnade (TV-Serie) – Regie: Rudi Kurz
- 1985: Weiße Wolke Carolin – Regie: Rolf Losansky
- 1985: Sachsens Glanz und Preußens Gloria: Brühl (TV) – Regie: Hans-Joachim Kasprzik
- 1988: Die Schauspielerin – Regie: Siegfried Kühn
- 1990: Polizeiruf 110: Der Tod des Pelikan (TV) – Regie: Rainer Bär
- 1992: Jana und Jan – Regie: Helmut Dziuba
- 1994: Abschied von Agnes – Regie: Michael Gwisdek
- 1998: Das Mambospiel – Regie: Michael Gwisdek
- 2003: Schultze gets the blues – Regie: Michael Schorr
- 2003: SOKO Leipzig: Toten schenkt man nichts (TV-Serie) – Regie: Michel Bielawa
- 2004: Tatort: Verlorene Töchter (TV-Reihe) – Regie: Daniel Helfer
- 2004: Tatort: Hundeleben – Regie: Manfred Stelzer
- 2005: Rabenkinder (TV) – Regie: Nicole Weegmann
- 2006: Schröders wunderbare Welt – Regie: Michael Schorr
- 2007: Wir sagen Du! Schatz. – Regie: Marc Meyer
- 2007: Der falsche Tod (TV) – Regie: Martin Eigler
- 2008: Hakenland (Kurzfilm) – Regie: Andreas Pieper
- 2009: SOKO Leipzig: Herbststurm – Regie: Patrick Winczewski

## Hörspiele
- 1970: Bodo Schulenburg: Der Nachtigallenstern (Vater) – Regie: Christa Kowalski (Kinderhörspiel – Rundfunk der DDR)
- 1972: Gerd Bieker: Festraketen (Rammke) – Regie: Maritta Hübner (Kinderhörspiel – Rundfunk der DDR)
- 1973: Hans Siebe: In Sachen Rogge (Brigadier) – Regie: Fritz-Ernst Fechner (Hörspielreihe: Tatbestand Nr. 2 – Rundfunk der DDR)
- 1974: Augusto Boal: Torquemada (1. Sohn) – Regie: Peter Groeger (Hörspiel – Rundfunk der DDR)
- 1980: Walter Püschel: Das Schulschwein – Regie: Maritta Hübner (Kinderhörspiel – Rundfunk der DDR)
- 1981: Werner Buhss: Hotte, einfach Hotte (Vater) – Regie: Horst Liepach (Hörspiel – Rundfunk der DDR)
- 1982: Adolf Glaßbrenner: Herr Buffey macht einen Ausflug (Wirt) – Regie: Werner Grunow (Hörspiel – Rundfunk der DDR)
- 1983: Linda Teßmer: 21:00 Uhr Erlenpark (Herr Saad) – Regie: Fritz-Ernst Fechner (Kriminalhörspiel/Kurzhörspiel – Rundfunk der DDR)
- 1983: Gabriele Herzog: Anton, Frieda und die neue Katze (Anton) – Regie: Maritta Hübner (Kinderhörspiel/Kurzhörspiel – Rundfunk der DDR)
- 1983: Sándor Sáfár/Zoltán Jékely: Vom bärenstarken Moga (Gendarm) – Regie: Andreas Scheinert (Kinderhörspiel – Litera)
- 1988: Hans Siebe: Porzellan (Direktor Küfer) – Regie: Achim Scholz (Kriminalhörspiel – Rundfunk der DDR)
- 1988: Jan Drda: Der vergessene Teufel (Schmied) – Regie: Karlheinz Liefers (Kinderhörspiel – Rundfunk der DDR)
- 1988: Pjotr Jerschow: Gorbunok, das Wunderpferdchen – Regie: Norbert Speer (Kinderhörspiel – Rundfunk der DDR)
- 1990: Dylan Thomas: Unter dem Milchwald (Kapitän Cat) – Regie: Fritz Göhler (Original-Hörspiel – Rundfunk der DDR)
- 1991: Edgar Hilsenrath: Das Märchen vom letzten Gedanken – Regie: Peter Groeger (Hörspiel – SFB/HR)
- 1991: Linde von Kayserlingk: Aber am meisten mitten im Herzen (Gastwirt) – Regie: Beate Rosch (Kinderhörspiel/Hörkurzspiel – Funkhaus Berlin)
- 1993: Mario Göpfert: Die Mondblume – Regie: Peter Groeger (DS Kultur)
- 1998: Michail Bulgakow: Der Meister und Margarita – Regie: Petra Meyenburg (Hörspiel (30 Teile) – MDR)
- 1999: Dagmar Scharsich: Salve! (Bierstedt) – Regie: Barbara Plensat (Kriminalhörspiel – NDR)
- 2013: E. M. Cioran: Vom Nachteil, geboren zu sein – Regie: Kai Grehn (Hörspiel – SWR)